# Slovenščina in književnost v 17. in 18. stoletju
Slovenščina v 17. in 18. stoletju je bil jezik sporazumevanja večine prebivalstva, vendar je bilo razen cerkvenih napisano le malo knjig. Za potrebe prevajanja je tako Devinski Fra. Gregorio izdal Italijansko-Slovenski slovar (1607), oče Hipolit pa Latinsko-Nemško-Slovenski slovar (1715). Jezuitje so v Celovcu izdali 2. natis Megiserjevega slovarja in poskrbeli za tretjo izdajo Bohoričeve slovnice (1744). Izšle so tudi zbirke slovenskih verskih pesmi, A. Stržinar - župnik v Gornjem Gradu je izdal zbirko leta 1729, oče P. Lavrenčič je izdal zbirko leta 1748, F. J. Repež je izdal zbirko v letih 1764 in 1770, M. Redeskini je izdal zbirko pesmi leta 1775. Prvikrat je izšla Slovenska pratika leta 1725, potem pa je izhajala vsako leto, včasih celo v 30.000 izvodih, kar je bilo za tiste čase izredno veliko.
V drugi polovici 18.stoletja je nastopilo več pisateljev. Ljubljanski avguštinec Marko Pohlin (rojen 1735), je izdajal v treh jezikih do 20 knjig, 10 knjig pa je zapustil v rokopisu. Težko je ugotoviti koliko od njegovega knjižnega gradiva je danes še ohranjenega, saj se je shranjevalo v neprimernih prostorih, v času od tedaj pa je bilo že kar nekaj hudih vojn. Pohlin je poleg verskih knjig napisal še precej knjig za vsakdanjo rabo, Računsko knjižico, Navodilo kmetom, Slovensko slovnico in Slovar. Pohlinov sodobnik Blaž Kumerdej je zapustil jezikoslovna dela v rokopisu, J. Japelj je bil nabožni pisatej in je prevedel Novi zakon, v sodelovanju z J. Japljem in še nekaterimi duhovniki pa Novi zakon iz Svetega pisma. Na Koroškem je v tem času duhovnik O. Gutsman (rojen 1724) spisal verske knjige, Slovnico in Nemško-Slovenski slovar, v svojih spisih pa se je uprl Pohlinovim napakam. Prekmurski pisatelji v tem času pišejo v svojem narečju, med evangeličanskimi je bil najboljši Štefan Küzmič, med katoliškimi pa je bil prvi Mikloš Küzmič z nabožnimi spisi. Pisanje vseh teh pisateljev je bilo koristno za ljudstvo, ker so dobili ljudje smisel za knjige, branja pa so se učili kar eden od drugega v domači hiši (Nouvi Zákon, Szvéti evangyeliomi, Kniga molitvena). Knjige so hranili marsikje vse v dvajseto stoletje, danes pa so ti spisi in knjige ogrožene pred propadom, potrebujejo akcijo reševanja saj so naša zgodovina.